# Hasdrúbal (general d'Hanníbal)
Hasdrúbal va ser un general d'alt rang de l'exèrcit d'Hanníbal.
La primera missió en què apareix és quan va organitzar el transport d'armes sobre el riu Po i després en preparar l'estratagema amb la que Hanníbal va eludir la vigilància de Quint Fabi Màxim Berrugós i va sortir de la Campània pels passos dels Apenins.
En aquesta època va dirigir tots els afers militars. Després apareix amb el comandament del camp cartaginès a la batalla de Gerònium i a l'enfrontament amb el cònsol Marc Minuci Rufus (cònsol). A la batalla de Cannes va dirigir l'ala esquerra (216 aC). Hasdrúbal, en aquella batalla va tenir una gran actuació. La cavalleria hispana i gal·la que comandava, després d'un dur combat, va vèncer la cavalleria romana, a la que va matar en la seva major part i va dispersar la resta. Immediatament, Hasdrúbal va deixar de perseguir l'enemic i va anar en suport de la cavalleria númida situada a l'ala dreta, a la que els romans havien contingut, però en veure l'aproximació d'Hasdrúbal van fugir. Aleshores va deixar als númides que perseguissin l'enemic i amb la seva cavalleria va carregar contra la rereguarda de la infanteria romana. Amb les seves tropes d'infanteria va decidir la sort de la batalla. Apià, explica la batalla de Cannes d'una forma diferent, i diu que Hanníbal comandava l'ala esquerra i Hannó l'ala dreta, i no menciona Hasdrúbal. Després d'aquesta batalla no torna a aparèixer.